# Ladislao Espinar
Ladislao Espinar Carrera (* Cusco, 16 de mayo de 1842 - † Cerro San Francisco (Tarapacá), 1879). Militar peruano con el grado de teniente coronel, héroe de la Guerra del Pacífico.

## Biografía
Fue hijo del coronel Fernando Espinar y de María Josefa Carrera; el padre, ciudadano ecuatoriano, vino al Perú junto al ejército libertador de Simón Bolívar.
Hizo sus primeros estudios en el Colegio de la "Convención", fundado por Pío Benigno Mesa, y más tarde en el Seminario de San Antonio.
Ingresó al ejército con el grado de Alférez de Artillería. Radicado en Lima, ascendió en 1865 al grado de Teniente. Participó en el Combate del 2 de mayo (1866), aunque luego se unió a las fuerzas que se enfrentaron al dictadura de Mariano Ignacio Prado participando en la batalla de Catarindo, cerca de Islay, en diciembre de 1867.
Incorporado a la administración pública, dirigió por un tiempo la Escuela de Artes y Oficios, y accedió a la subprefectura de Azángaro. El 3 de marzo de 1872 ascendió a teniente coronel o comandante, contrajo matrimonio con la chilena Manuela Taforó y Arróspide, con quien tuvo tres hijos: Ladislao, Elvira y Fernando.
De él se tiene una fotografía. De esa fotografía se deduce que era un hombre de estatura alta, de cuerpo esbelto, de rostro ancho y con bigotes y usaba anteojos. De personalidad arrogante. Esta personalidad tuvo mucho que ver con cierta desavenencia que tuvo con sus jefes quienes le asignaron puesto en las ambulancias de la Cruz Roja, sin mando militar, cosa que consideró una humillación. El comandante Espinar, aceptó lo que consideraba “un humillante puesto para un militar” con tal de estar junto con el ejército cerca de la posibilidad de combatir en la región de Tarapacá.

### Guerra del Pacífico
Tuvo destacada actuación en la Batalla de San Francisco (llamada de Dolores por los chilenos). Luego del desembarco chileno de Pisagua y de la Batalla de Germania, los sobrevivientes de ambas batallas, se reunieron con las fuerzas de Iquique en Pozo Almonte y de ahí pasaron a Agua Santa para detenerse en la Hacienda de Negreiros, con la finalidad de reponer alimentos y agua, cosa que no se pudo conseguir en cantidad suficiente por la escasez reinante en la zona y, además para esperar al ejército boliviano del general Hilarión Daza, que se suponía cercano a los 3,000 hombres; pero dicho ejército jamás llegó, dejando abandonado al Primer Ejército del Sur en Tarapacá.
La marcha hacia la posición de Dolores fue en extremo dolorosa y agotadora. Sin alimentos ni agua y con soldados descalzos cruzaron el temible Tamarugal. Los descalzos cubrían sus pies con trapos para evitar el sangrado de sus pies calcinados sobre el ardiente suelo del desierto.
Cuando el Primer Ejército del Sur llegó a su destino encontró que los chilenos habían artillado el cerro San Francisco; celebrada la junta de guerra, Ladislao Espinar opinó por presentar batalla para aprovechar el estado de sorpresa causada en las tropas chilenas la intempestiva presencia del ejército aliado. Sin embargo, al alto mando peruano ordenó acampar para esperar a las fuerzas del general Hilarión Daza; en ello se perdieron 24 horas, que fueron aprovechadas por las tropas chilenas para reponerse y reforzar sus posiciones en las alturas del cerro San Francisco.
Al comandante Espinar le preocupaba la forma como el ejército chileno reforzaba sus posiciones y el lamentable estado de las tropas peruanas: cansadas, sin comer, sin agua, mal vestidas y peor armadas.

### Batalla de San Francisco
El 19 de noviembre a las 15H00, la provocación de las tropas chilenas y un disparo de un sargento boliviano, generalizó la batalla, que se presentó desordenada. Los soldados bolivianos mal entrenados, disparaban con pésima puntería. El caos se generalizó y mermó la moral de las tropas bolivianas que huyeron camino a Oruro, abandonando no sólo a las tropas peruanas, sino armamento, municiones, fornituras y todo aquello que impidiera su fuga.
La tropa peruana se repliega sobre la Aguada del Porvenir mientras que el comandante Espinar con un grupo de dispersos carga sobre el cerro San Francisco pero una bala chilena mata su caballo; repuesto de la brusca caída, reinicia la carga sobre las posiciones chilenas, en medio de un diluvio de balas, al grito de: “¡Adelante!, ¡a los cañones!, ¡a los cañones!”. La tropa peruana enardecida por el jefe peruano continúa su carga sobre las posiciones chilenas. Uno a uno fueron cayendo sus soldados, debilitándose el ataque y hasta que quedó completamente solo. Continuó la carga, hasta que un disparo chileno le impactó en el cráneo, muriendo en el campo de batalla a escasos metros de los cañones que intentó tomar.

Cuando el viento se llevaba el polvo que nos envolvía, podíamos ver el gran número de asaltantes que subían por los flancos del cerro. El mayor y principal grupo que marchaba hacia la batería, era dirigido por “el padrecito”, cuyo caballo había sido muerto al pie del cerro. Marchaba a pie, espada en mano, alentando a sus soldados, sin kepí, viéndose desde lejos su blanca y calva cabeza. Era el bravo comandante peruano, Ladislao Espinar. (...) A pocos pasos de nuestros cañones encontramos entre los muertos al denodado comandante Espinar, cuyo nombre supimos por estar grabado en la hoja de su espada, que aún después de muerto, empuñaba su mano. (...) El cadáver del comandante Espinar recibió respetuosa sepultura en el mismo lugar en que cayera cumpliendo el deber. Se colocó sobre ella una pirámide de tosca piedra, esperando, más tarde, honrar en forma más duradera la memoria de este distinguido militar.
Relato del oficial chileno Diego Dublé Almeida

La batalla había durado toda la tarde y el ejército chileno había gastado 815 disparos de cañón. Los peruanos iniciaron su repliegue hacia la quebrada de Tarapacá.
El mariscal Andrés Avelino Cáceres en una entrevista periodística en 1919, a 40 años de la batalla, a la pregunta de ¿cómo fue la batalla? (de Dolores) contestó taciturno: “Doloroso es el recuerdo, la falta de previsión, el espionaje chileno, la defección de Daza, (…), el asalto frustrado, la muerte del comandante Espinar al pie de los cañones…”
Al día siguiente de la batalla, cuando ya no quedaban peruanos ni bolivianos en Dolores, un cuerpo del ejército chileno forma frente a una fosa abierta para un cadáver. 
Sus restos reposan en la Cripta de los Héroes en el cementerio Presbítero Maestro en Lima.

## Homenaje del Ejército del Perú
El Batallón de Infantería de Comandos N.º 19 de la Brigada de Fuerzas Especiales del Ejército del Perú, de notable participación en el Conflicto del Alto Cenepa ocurrido en 1995 y en las operaciones contra terroristas entre 1980 a 2015, lleva su nombre ostentando la bandera de guerra de dicha unidad la inscripción: Batallón de Infantería de Comandos "Comandante Espinar" N.º 19.